# Il giorno della prima di Close-Up
 (juillet 2025).
Pour plus de détails, voir Fiche technique et Distribution.
Il giorno della prima di Close-Up (ou Le jour de la première de Close-Up) est un court-métrage italien réalisé par Nanni Moretti en 1995.
Le film raconte l'histoire d'un gérant de salle cinéma (joué par Nanni Moretti) qui s'informe des recettes des autres salles et prépare sa salle et son personnel à projeter pour la première fois Close-Up d'Abbas Kiarostami.

## Synopsis
Un gérant de salle cinéma (joué par Nanni Moretti) s'informe des recettes gagnées par les autres salles de la ville de Rome. Il prépare sa salle et son personnel à projeter pour la première fois Close-Up du cinéaste iranien Abbas Kiarostami. Le film a été tourné dans le cinéma Nuovo Sacher qui appartient à Nanni Moretti.

## Fiche technique
- Image: Alessandro Pesci
- Maquillage: Gianfranco Mecacci
- Production: Gianfraco Barbagallo
- Son: Andre Masciocchi, Bruno Pupparo
- Effets visuels: Angelo Caruso, Luciano Marzulli
- Electricité et lumière: Andrea Legnani

## Distribution
- Fabia Bergamo
- Paolo Di Virgilio
- Paola Orfei
- Fausto Polacco
- Amleto Vitali
- Nanni Moretti : lui-même